# Ernst Rosell
Pour les articles homonymes, voir Rosell.
Ernst Oscar Rosell, né le 3 décembre 1881 à Jönköping (Suède) et mort le 26 juillet 1953 à Bankeryd (Suède), est un tireur sportif suédois.

## Palmarès
- Jeux olympiques d'été de 1908 à Londres :
  -  Médaille d'or au tir au cerf courant coup simple à 100 m par équipes.